# Z9/10次列车
Z9/10次列车是中国铁路曾运营于首都北京和浙江省會杭州之间的直達特快旅客列车，自2004年4月18日起開行，2019年1月5日停运，由北京局集团北京客运段沪直车队負責客運任務。列車使用2组25T型客车，沿京沪铁路和沪昆铁路運行，途径北京、天津、河北、山东、江苏、安徽、上海、浙江五省三市，全程1633公里。其中北京站至杭州站運行14小时21分，使用車次為Z9次；杭州站至北京站運行14小时17分，使用車次為Z10次。

## 历史
Z9/10次列车最早开行于2004年4月18日，运行于北京和杭州之间，为BSP车底，全程运行时间13小时40分，是中国铁路第五次大提速后开行的第一对列车以及中国铁路第一对“Z字头”列车。在首发列车上，每名乘客都得到列车员赠送的一枝红玫瑰。
由于Z9/10次列车的客流远远小于同区间运行、却使用大部分硬席的T31/32次列车，经常出现T31/32票额售罄、Z9/10仍有大量余票的情况。因此自2016年1月10日起，列车不再使用BSP车底，转而使用普通中国铁路25T型客车车底；同时本务由东风11G型柴油机车变为韶山9型电力机车牵引。2016年5月15日，列车双向增停天津西站，且杭州站的发车时间由17：54分提早到17：17。
2019年1月5日起，受全国铁路调图及计划由复兴号CR200J型电力动车组担当的京杭卧铺动车组列车开行的影响，Z9/10次列车停运。

### 北京-宁波Z9/10次列车
宁波最早的进京列车是经停北京南站的156次直快，京甬之间首班始发终到的客车则是1998年开通的85/86次特快，但后者因客流不足，于1999年6月1日停运，宁波进京的直通客流再度只能依靠过路车。2008年12月21日，由于宁波原有的进京列车K256/7、K258/5次缩短到杭州，Z9/10次列车的运行区间延长至宁波，停靠宁波站。中途增设绍兴站停站。2010年4月26日起，Z9/10次列车增加海宁站停站。这趟列车曾经是北京站运营里程最长的直特列车，也曾经是全路运营里程第三长的直特列车。
2010年9月8日起，配合宁波站改造，列车区间终点改为新建的宁波东站。2013年7月1日起，随着杭甬客运专线的通车，列车运行区间缩短至杭州站。

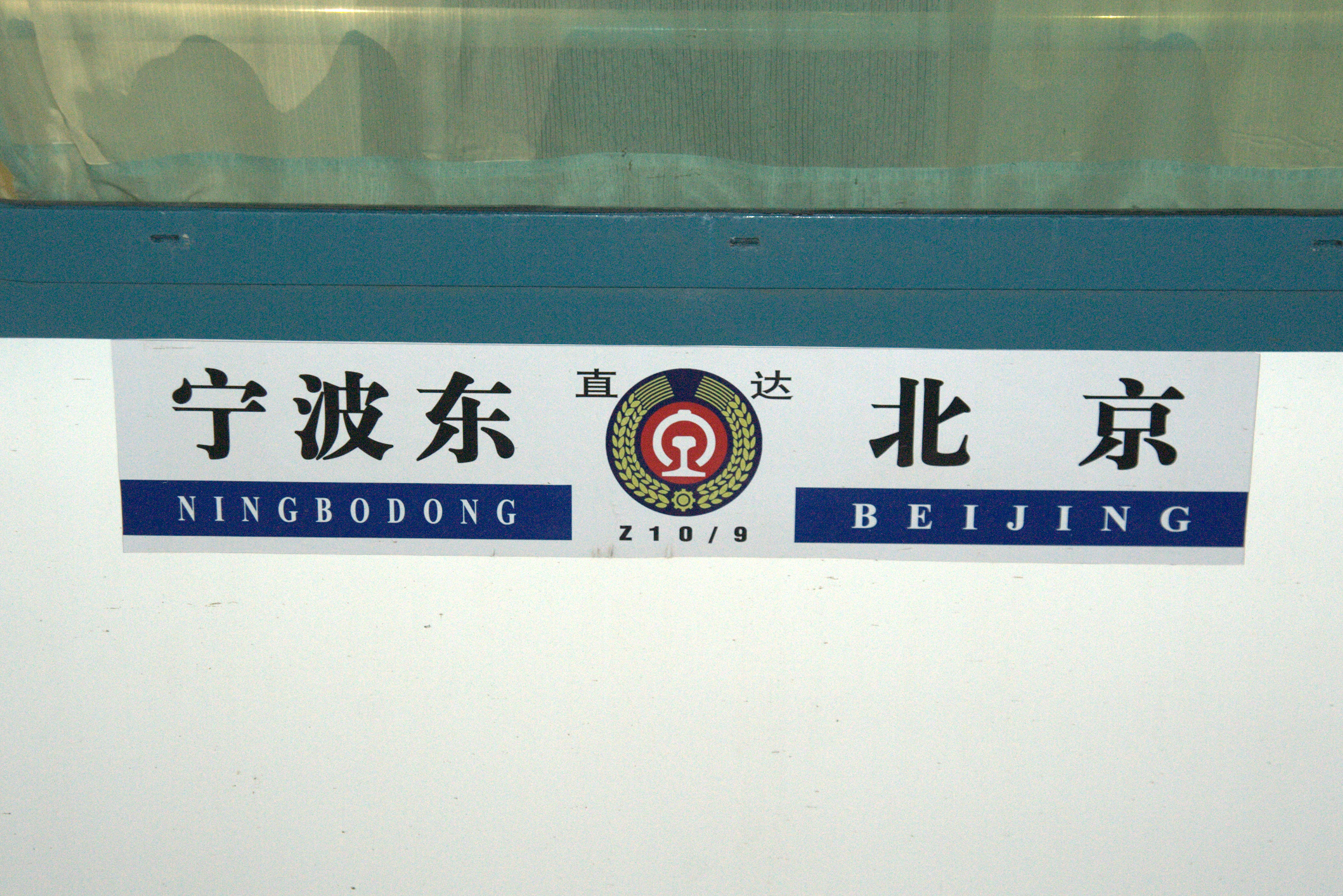
终到站宁波时期的Z9/10次水纸
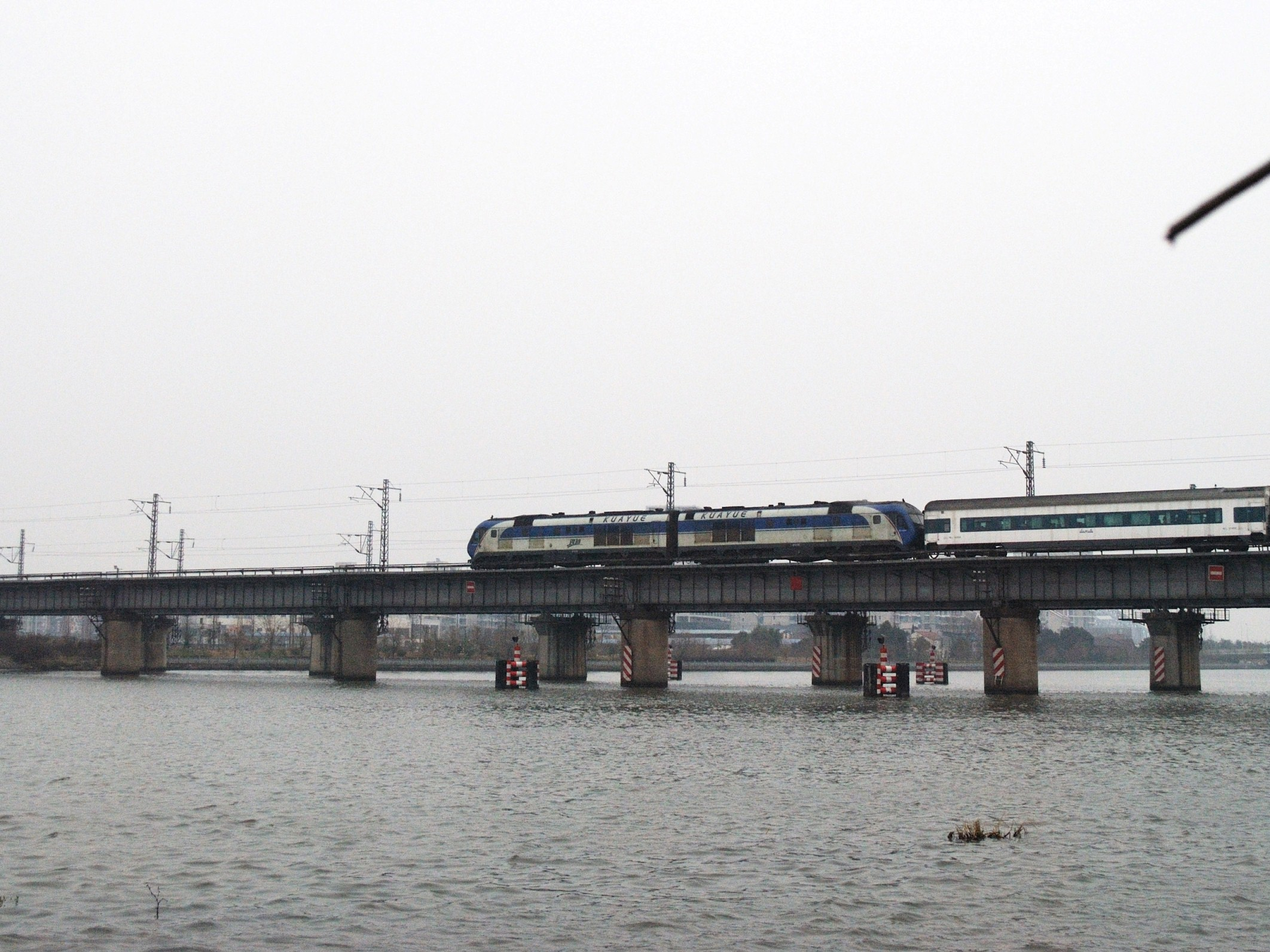
Z10次列车驶过宁波青林渡铁路桥
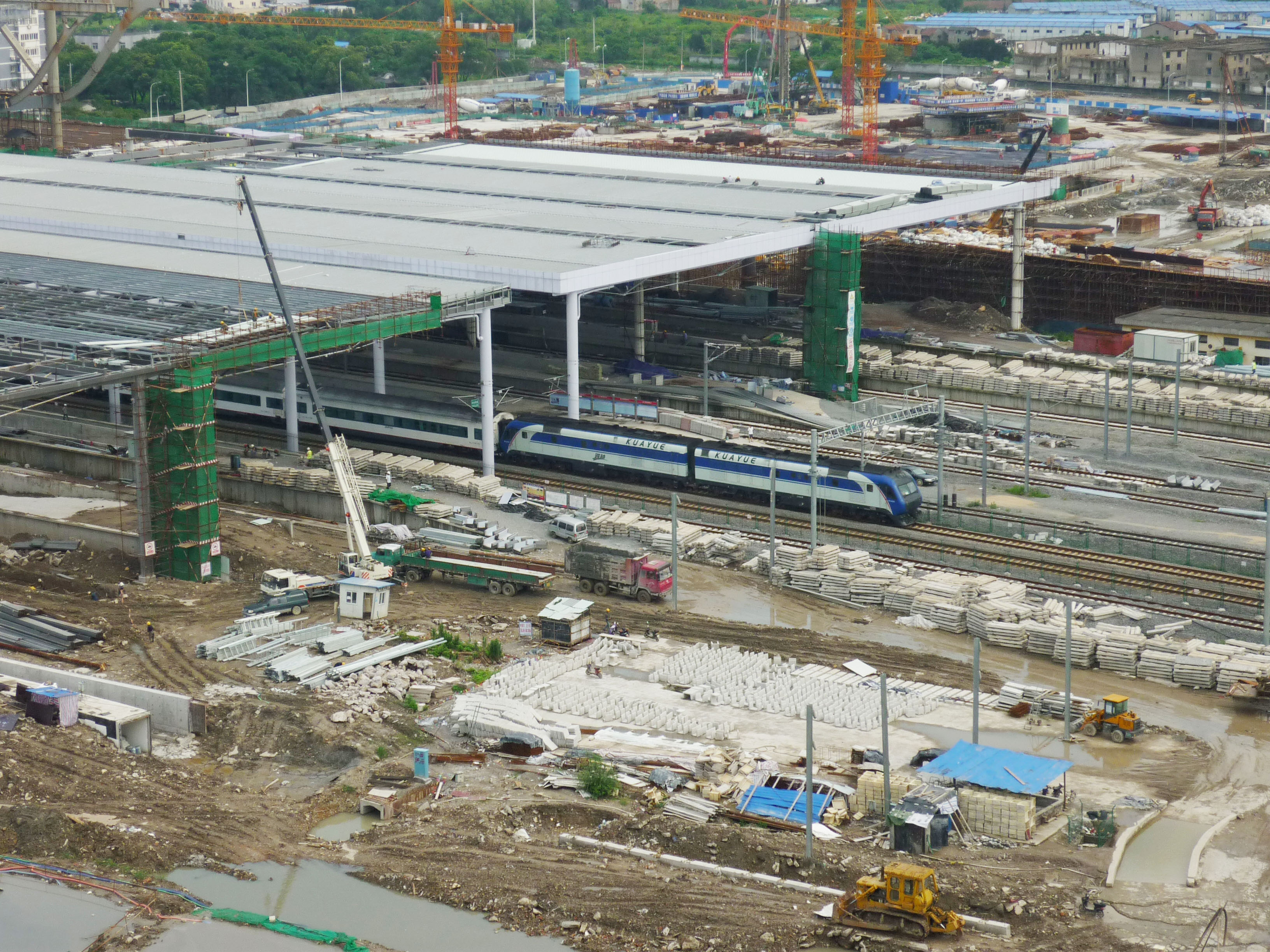
2013年6月30日，运行区间缩短前的最后一列Z10次列车经过建设中的宁波站
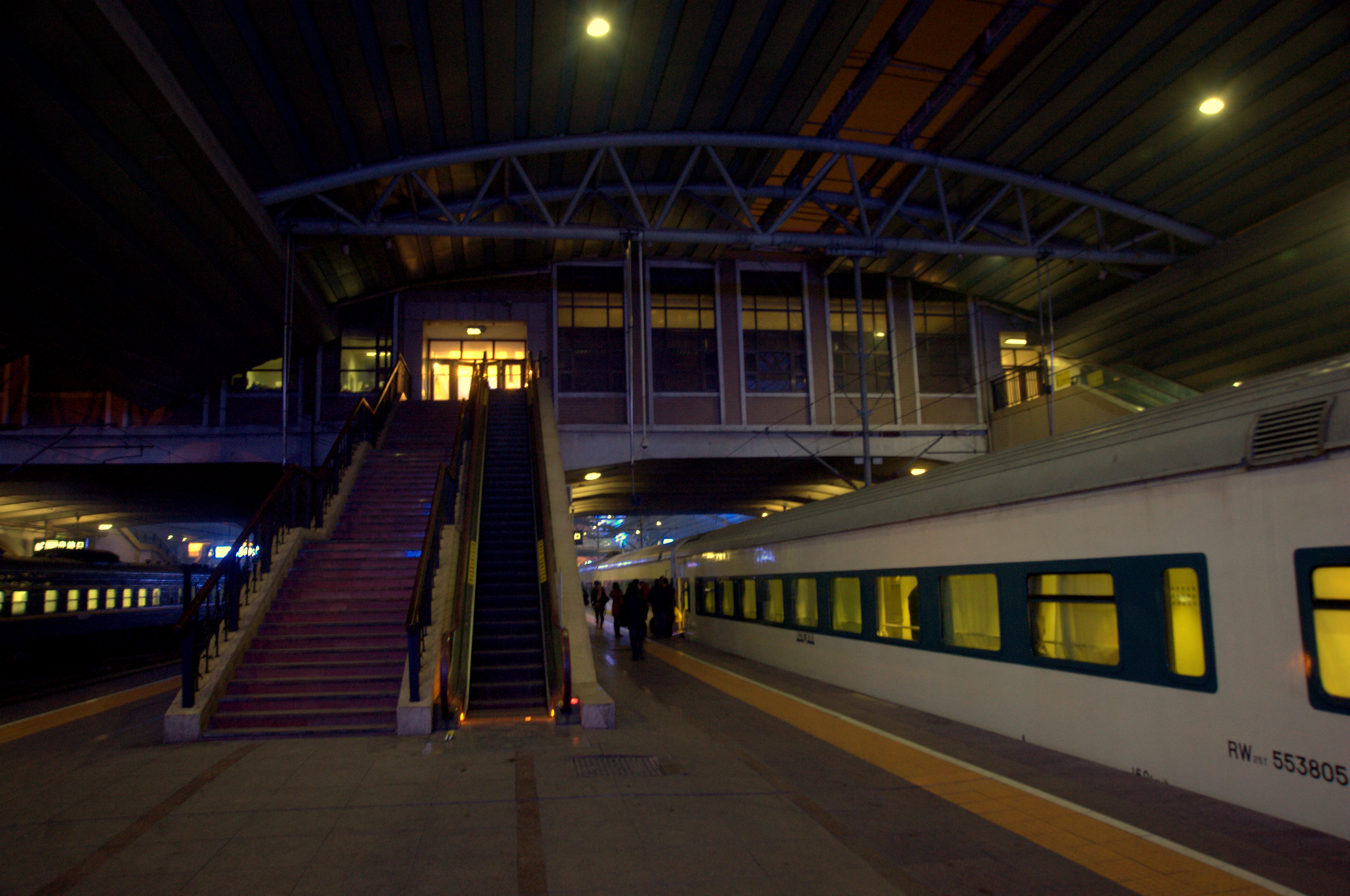
Z9次列车软卧车厢，摄于北京站
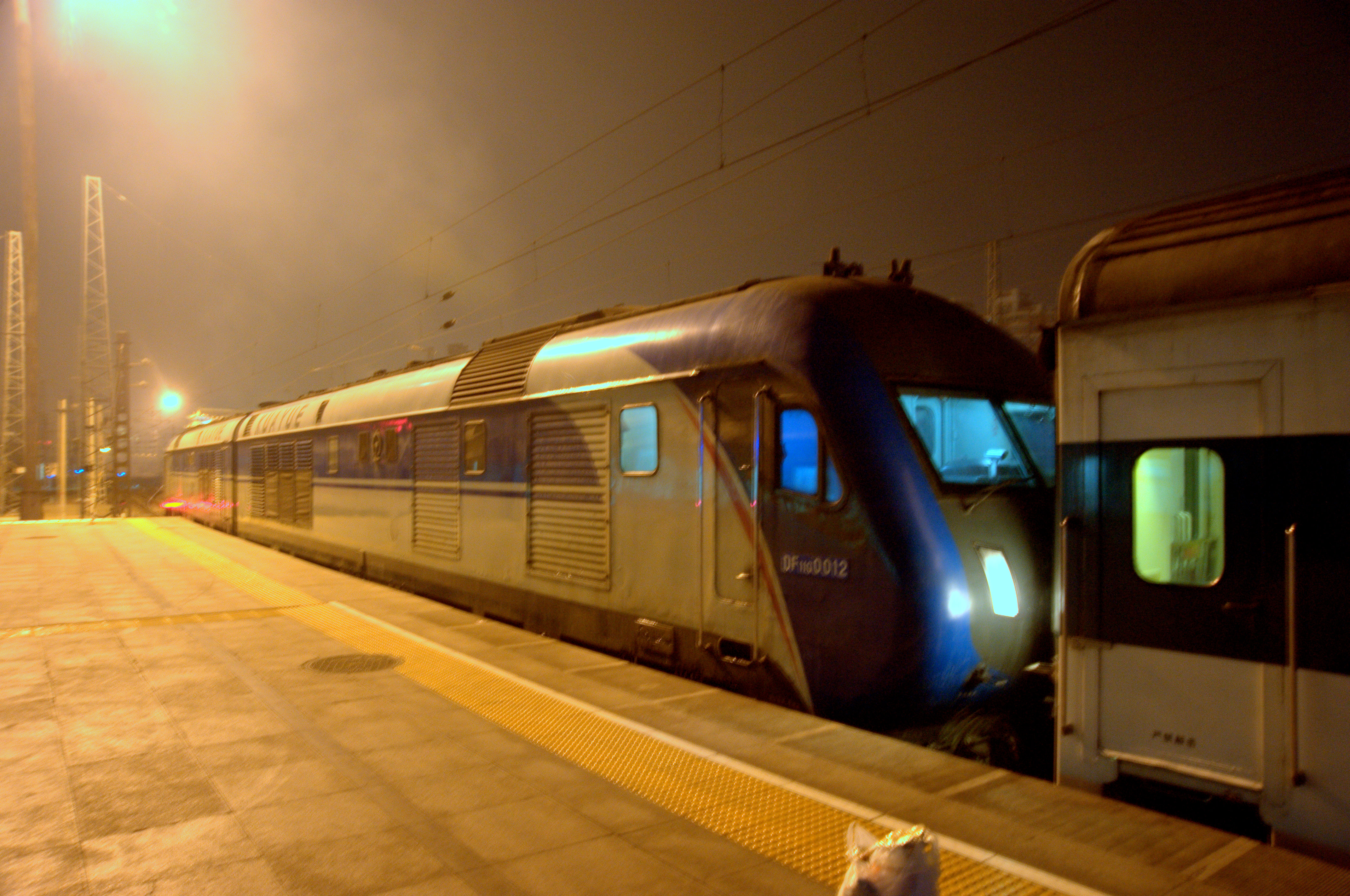
东风11G型柴油机车牵引Z9，摄于北京站

## 列车编组

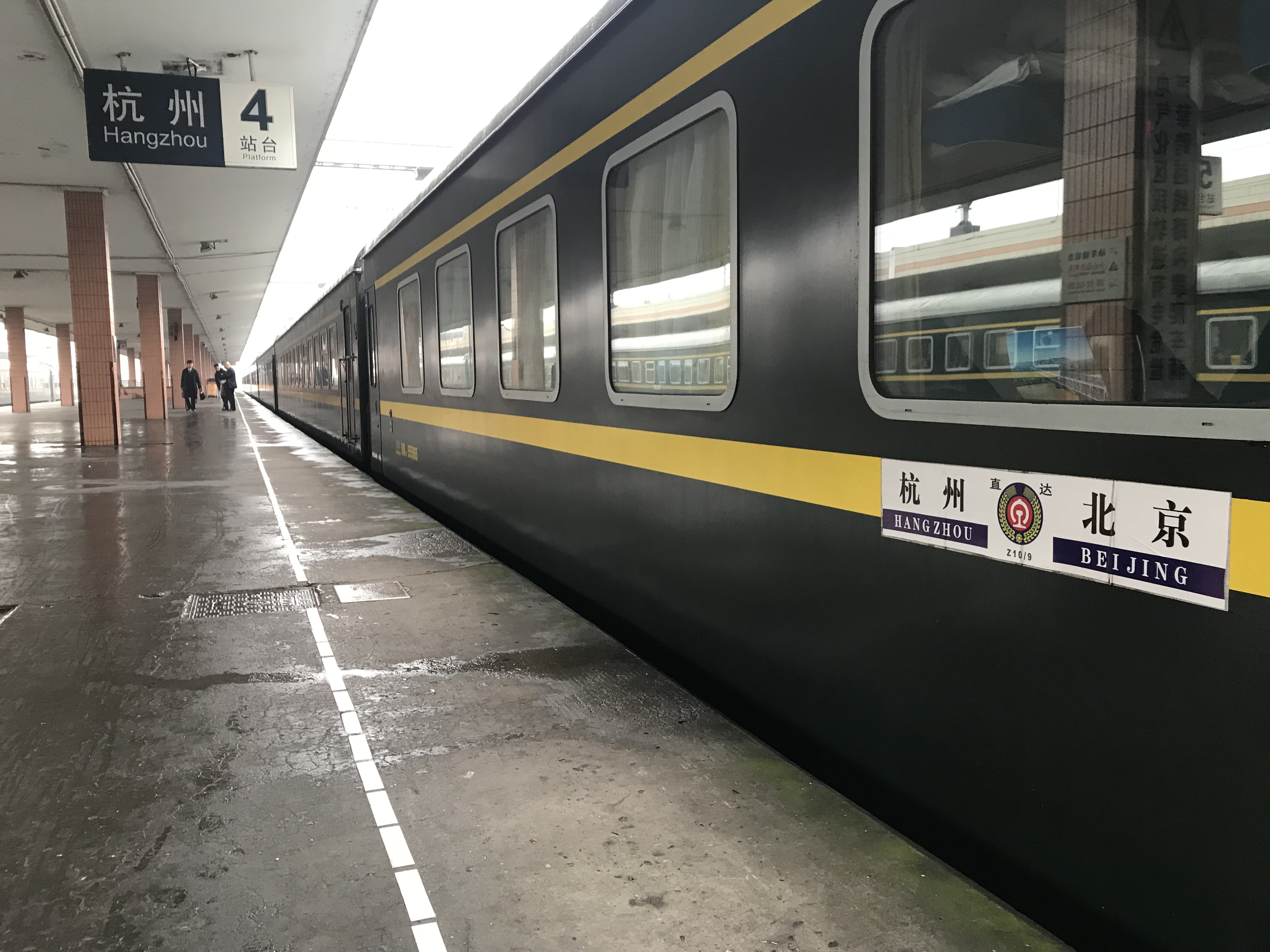
Z9次列车的中国铁路25T型客车车底于杭州站

| 车厢编号 | 1-5          | 1-5          | 1-5          | 1-5          | 1-5          | 6          | 7            | 8-9          | 8-9          |
| 图片     |              |              |              |              |              |            |              |              |              |
| 车型     | YZ25T 硬座车 | YZ25T 硬座车 | YZ25T 硬座车 | YZ25T 硬座车 | YZ25T 硬座车 | CA25T 餐车 | RW25T 软卧车 | YW25T 硬卧车 | YW25T 硬卧车 |

| 10-18        |              |              |              |              |              |              |              |              |
|              |              |              |              |              |              |              |              |              |
| YW25T 硬卧车 | YW25T 硬卧车 | YW25T 硬卧车 | YW25T 硬卧车 | YW25T 硬卧车 | YW25T 硬卧车 | YW25T 硬卧车 | YW25T 硬卧车 | YW25T 硬卧车 |

### 历史编组
Z9/10次列车曾经使用青岛四方庞巴迪铁路运输设备有限公司制造的中国铁路25T型客车，隶属北京铁路局北京车辆段。列车自开行之日起采取18辆车厢编组，其中软卧车15辆、软座车2辆，餐车1辆。车厢使用小间隙车钩与牵引机车连挂；密接式车钩相互连挂，风挡上方设车端阻尼装置，并且设有真空集便器。2016年1月10日，Z9/10次与北京至青岛北的Z7/8次列车互换车底，取消软座，增加硬卧、硬座。
| 车厢编号 | 1-9          | 10         | 11-16        | 17-18        |
| 车型     | RW25T 软卧车 | CA25T 餐车 | RW25T 软卧车 | RZ25T 软座车 |

## 机车交路

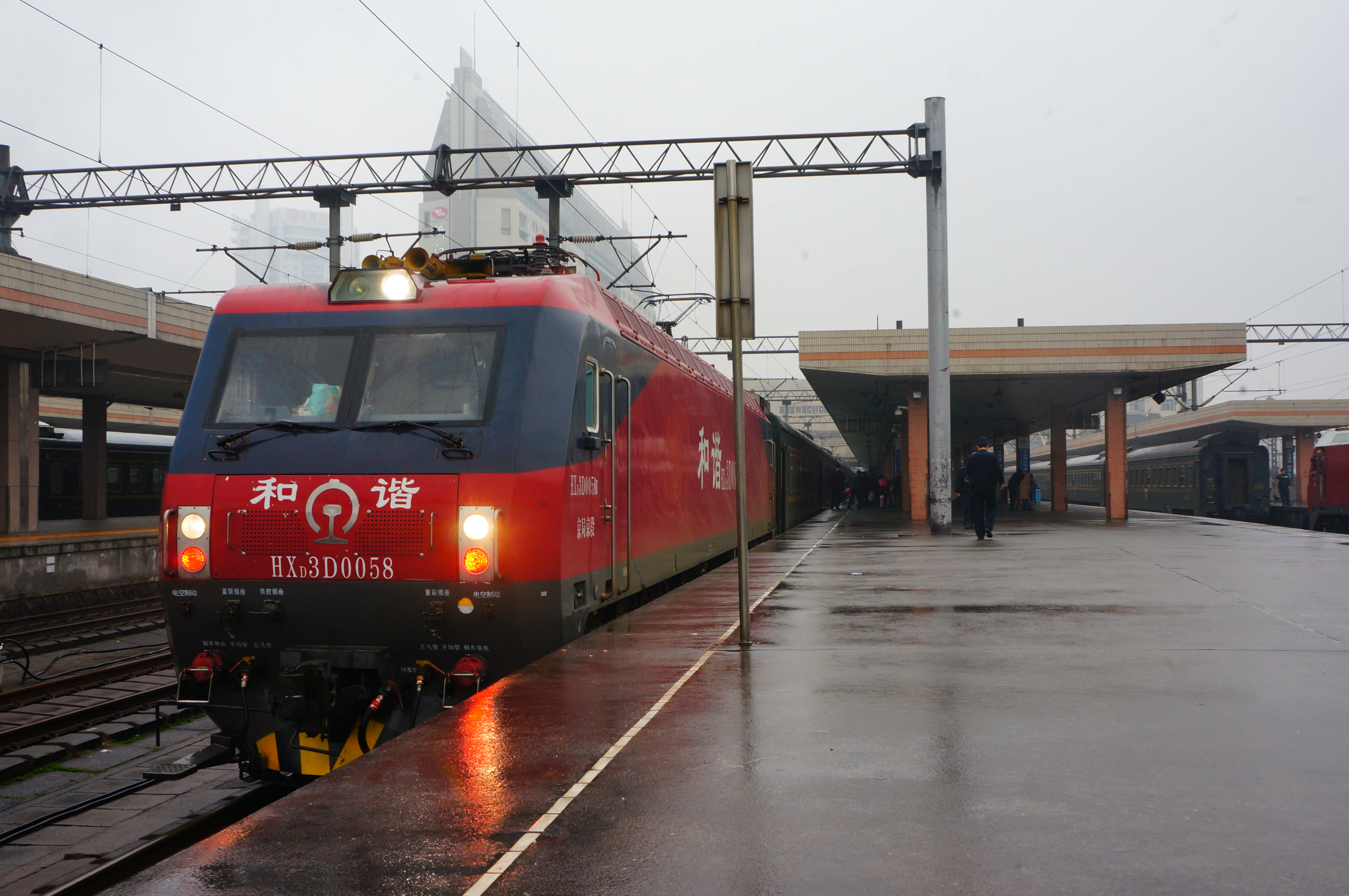
和諧3D型电力机车牵引Z9次列车终到杭州站

2018年7月1日起，Z9/10次列车改由和諧3D型电力机车牵引。
| 车站区段               | 北京 ↔ 杭州                                                 |
| 本务机车 配属 司机更替 | 和諧3D型电力机车 京局京段 北京/徐州/南京司机在徐州/南京轮乘 |

### 过往交路

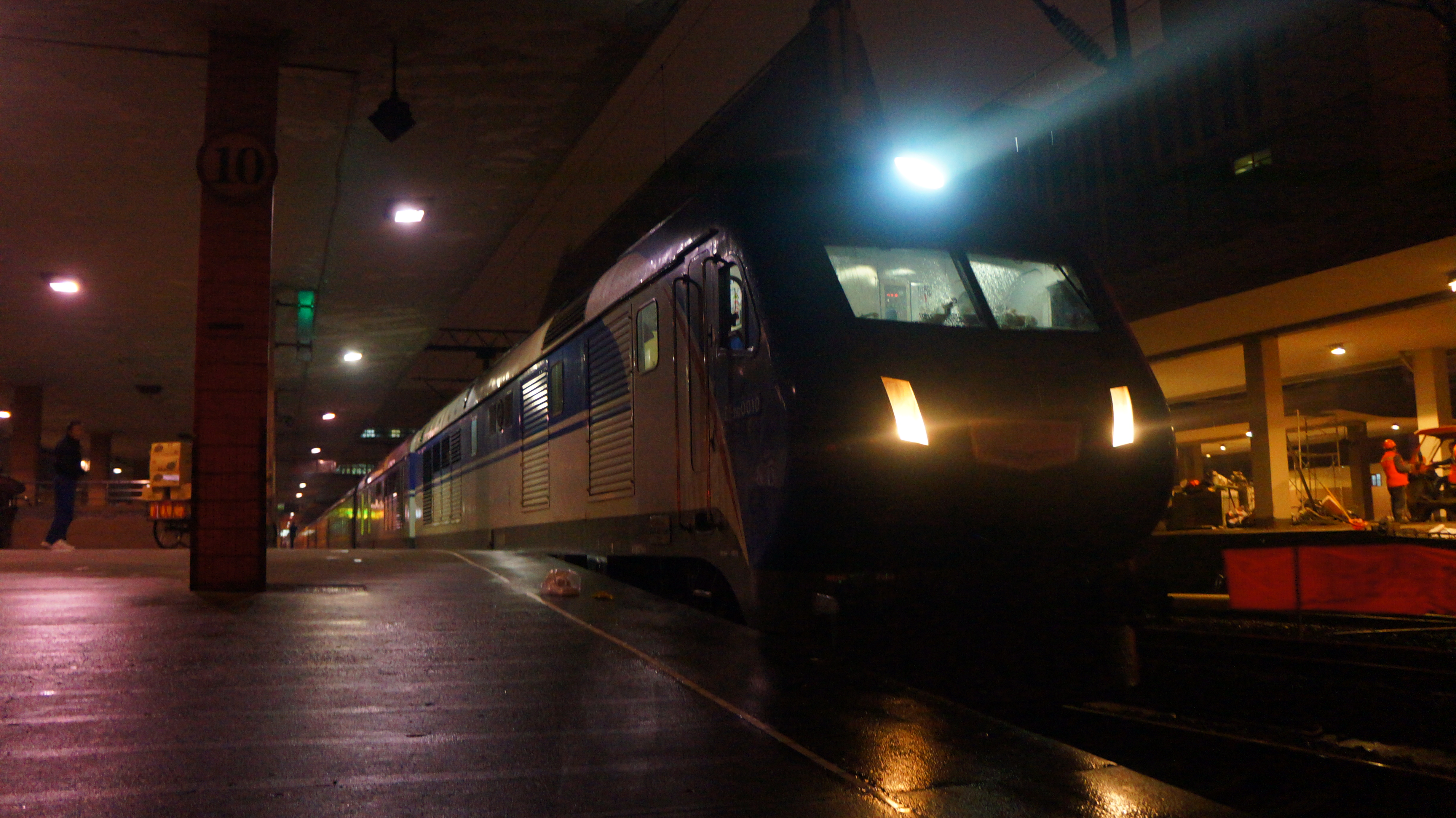
DF11G-0009/0010号机车牵引Z10次列车于杭州站待发，2015年10月

Z9/Z10次列车曾全程采用北京机务段东风11G型柴油机车担当牵引任务。2011年8月28日起，北京铁路局与上海铁路局机车乘务在南京站跨局继乘。
| 车站区段               | 北京 ↔ 杭州                                        |
| 本务机车 配属 司机更替 | 东风11G型柴油机车 京局京段 北京/杭州司机在南京轮乘 |

## 时刻表

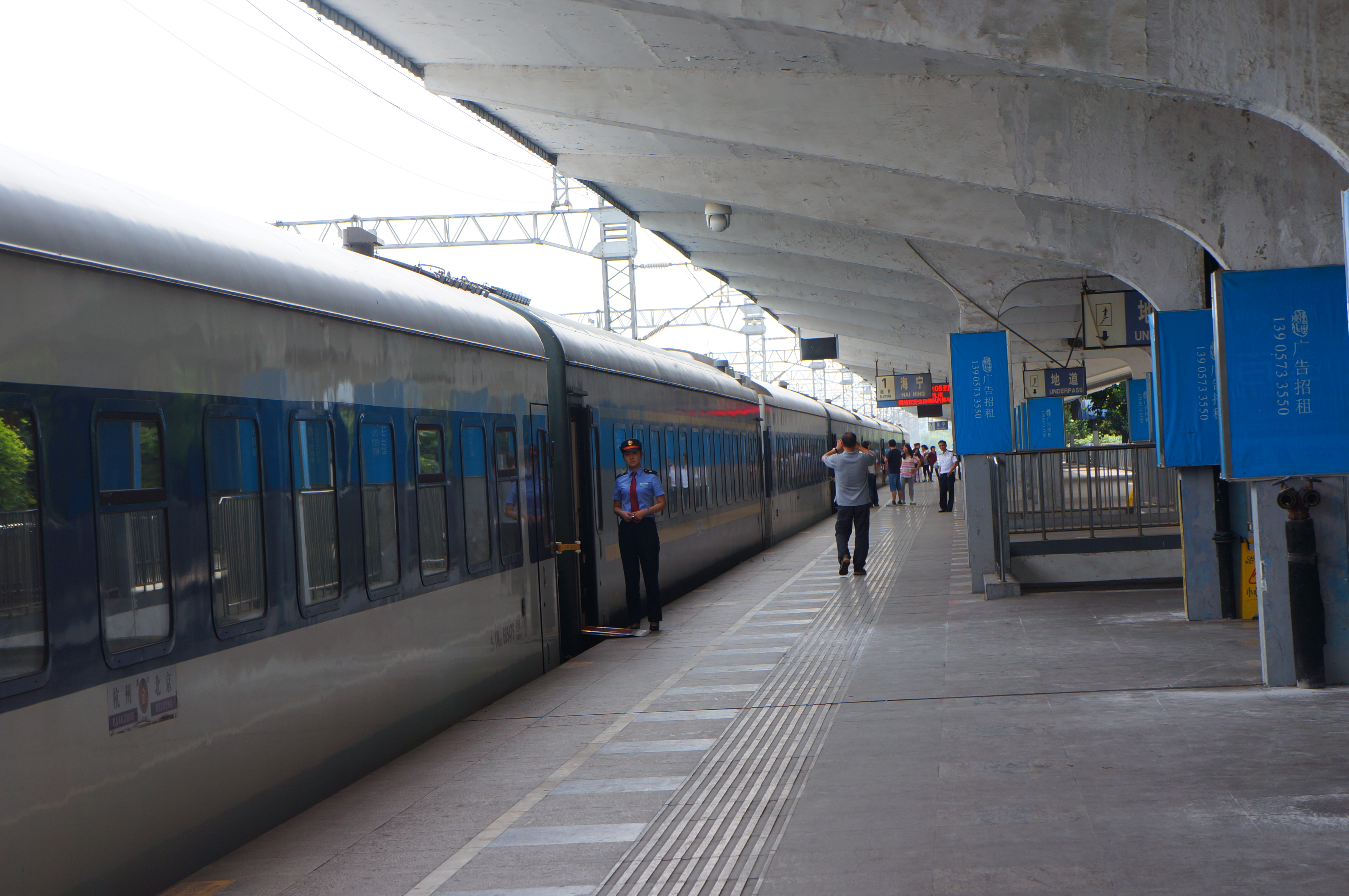
Z9次列车停靠海宁站

- 数据截至2017年12月28日运行图调整[8]。

| Z9次 | Z9次   | Z9次  | Z9次  | 停靠站 | Z10次 | Z10次 | Z10次  | Z10次 |
| 里程 | 天数   | 到点  | 开点  | 停靠站 | 到点  | 开点  | 天数   | 里程  |
| ---- | ------ | ----- | ----- | ------ | ----- | ----- | ------ | ----- |
| 0    | 当天   | —     | 19:08 | 北京   | 07:34 | —     | 第二天 | 1633  |
| 148  | 當天   | 20:24 | 20:26 | 天津西 | 05:58 | 06:19 | 第二天 | 1485  |
| 1568 | 第二天 | 08:22 | 08:25 | 海寧   | 17:51 | 17:54 | 當天   | 65    |
| 1633 | 第二天 | 09:29 | —     | 杭州   | —     | 17:17 | 當天   | 0     |